# Zbór Kościoła Adwentystów Dnia Siódmego we Włodawie
Zbór Kościoła Adwentystów Dnia Siódmego we Włodawie – zbór adwentystyczny we Włodawie, należący do okręgu lubelskiego diecezji wschodniej Kościoła Adwentystów Dnia Siódmego w RP.
Pastorem zboru jest kazn. Remigiusz Krok. Nabożeństwa odbywają się w kościele przy ul. Lubelskiej 45 każdej soboty o godz. 9.30.